# Nitocrella polychaeta
Nitocrella polychaeta är en kräftdjursart som beskrevs av Noodt 1952. Nitocrella polychaeta ingår i släktet Nitocrella och familjen Ameiridae. Inga underarter finns listade i Catalogue of Life.